# 岩稲橋
岩稲橋（いわいなばし）は、富山県富山市（旧細入村）の神通川左岸沿いに架かる国道41号（国道360号重複）の橋である。

## 概要
当橋は1966年11月に竣工した旧・岩稲橋に交通増加対策と安全確保のため、1988年9月から架け替え工事を実施し、1991年7月31日に完成式、同日正午から一般供用が開始された。
架橋については、架橋場所の関係から、手延べ式送り出し工法が導入された。
- 路線名：国道41号、国道360号
- 形式：2径間連続鋼床板箱桁橋（2主桁）、単純非合成I桁橋（5主桁）[2]
- 橋格：1等橋（TL-20）[2]
- 支間：99.4m+99.4m、33.9m[2]
- 橋長：235 m[2]
- 幅員：9.5 m（車道）、2.5 m（両側歩道）[1]
- 平面線形：最小曲線半径 500m[2]
- 鋼重：1,290 t[2]

橋の取り付け部の勾配やカーブを改良して安全性に配慮した他、橋の中央の親柱は細入村制100年記念のシンボルマーク『飛翔する鷹』をモチーフとした。